# Europäisches Olympisches Sommer-Jugendfestival 2025/Turnen
Die Turnwettbewerbe beim Europäischen Olympischen Sommer-Jugendfestival 2025 fanden vom 20. bis zum 29. Juli statt. Sie wurden als einzige Wettkämpfe nicht in Nordmazedonien, sondern in Osijek in Kroatien ausgetragen.

## Medaillenspiegel
| Platz  | Land           | Gold | Silber | Bronze | Gesamt |
| ------ | -------------- | ---- | ------ | ------ | ------ |
| 1      | Frankreich     | 6    | 2      | 1      | 9      |
| 2      | Großbritannien | 5    | 1      | 1      | 7      |
| 3      | Italien        | 2    | 6      | 1      | 9      |
| 4      | Schweiz        | 1    | 1      | –      | 2      |
| 5      | Deutschland    | 1    | –      | 2      | 2      |
| 6      | Irland         | 1    | –      | 1      | 2      |
| 7      | Slowakei       | –    | 2      | 1      | 3      |
| 8      | Rumänien       | –    | 1      | 1      | 2      |
| 8      | Österreich     | –    | 1      | 1      | 2      |
| 8      | Ukraine        | –    | 1      | 1      | 2      |
| 11     | Israel         | –    | –      | 1      | 1      |
| 11     | Polen          | –    | –      | 1      | 1      |
| 11     | Türkei         | –    | –      | 1      | 1      |
| 11     | Ungarn         | –    | –      | 1      | 1      |
| Gesamt | Gesamt         | 15   | 15     | 14     | 44     |

### Jungen
| Disziplin            | Gold                                                               | Silber                                            | Bronze                                              |
| -------------------- | ------------------------------------------------------------------ | ------------------------------------------------- | --------------------------------------------------- |
| Barren               | Pietro Mazzola                                                     | Ivan Rigon                                        | Jeremy Balazs                                       |
| Boden                | Evan McPhillips                                                    | Riccardo Ruggeri                                  | Chester Enriquez                                    |
| Pauschenpferd        | Nikita Prohorov Ben Schumacher                                     | nicht vergeben                                    | Tomasz Le-Khac                                      |
| Reck                 | Uzair Chowdhury                                                    | Ben Schumacher Ivan Rigon                         | nicht vergeben                                      |
| Ringe                | Uzair Chowdhury                                                    | Tymofij Kyrytschenko                              | Bence Antal Hamza Vargity                           |
| Sprung               | Chester Enriquez                                                   | Samuel Wachter                                    | Walentyn Hawryltschenko                             |
| Einzelmehrkampf      | Evan McPhillips                                                    | Ivan Rigon                                        | Uzair Chowdhury                                     |
| Mannschaftsmehrkampf | GroßbritannienEvan McPhillips Radell Fawzi Zakaine Uzair Chowdhury | ItalienPietro Mazzola Ivan Rigon Riccardo Ruggeri | DeutschlandZeno Csuka Philipp Steeb Nikita Prohorov |

### Mädchen
| Disziplin            | Gold                                           | Silber                                                  | Bronze                                             |
| -------------------- | ---------------------------------------------- | ------------------------------------------------------- | -------------------------------------------------- |
| Boden                | Maïana Prat                                    | Elena Colas                                             | Yaşam Suğra Akan                                   |
| Schwebebalken        | Elena Colas                                    | Lola Chassat                                            | Nela Ostrihoňová                                   |
| Sprung               | Mia Proietti                                   | Alexia Blanaru                                          | Madita Mayr                                        |
| Stufenbarren         | Elena Colas                                    | Helena Finc                                             | Lola Chassat                                       |
| Einzelmehrkampf      | Elena Colas                                    | Lucia Piliarová                                         | Alexia Blanaru                                     |
| Mannschaftsmehrkampf | FrankreichLola Chassat Elena Colas Maïana Prat | SlowakeiLilly Murínová Nela Ostrihoňová Lucia Piliarová | ItalienSofia Bianchi Mia Proietti Giulia Santinato |

### Mixed
| Disziplin | Gold                                               | Silber                         | Bronze                             |
| --------- | -------------------------------------------------- | ------------------------------ | ---------------------------------- |
| Paarkampf | FrankreichElena Colas Ruddly Bordelais Maisonnable | ItalienMia Proietti Ivan Rigon | IsraelOphir Shmuely Noam Berkovich |